# Pistosaurus
Pistosaurus es un género representado por una única especie de pistosaurio que vivió en el Triásico medio, hace 240 millones de años, en lo que hoy es Europa, en las actuales Francia y Alemania. Este animal de 3 metros de longitud presentaba una columna vertebral rígida, de modo que debió de nadar impulsándose con las extremidades y no ondulando el cuerpo como una serpiente. La cabeza era muy similar a la de los plesiosaurios, pero poseía un paladar como el de los notosaurios, y numerosos dientes afilados, ideales para capturar y devorar peces.
Aunque es improbable que Pistosaurus fuera el ancestro directo de los plesiosaurios que aparecieron en el período Jurásico, su mezcla de características sugiere que estaba muy cercanamente relacionado con este último grupo.

## Descripción
El Pistosaurus medía unos 3 metros (10 pies) de largo y su forma corporal se asemejaba a la de los notosaurios , reptiles acuáticos que prosperaron durante el Triásico . Sin embargo, la columna vertebral era rígida, como la de un plesiosaurio, lo que implica que el animal usaba sus aletas, similares a remos, para impulsarse en el agua, como probablemente hacían los plesiosaurios. La cabeza también se parecía a la de un plesiosaurio, pero con el paladar primitivo de un notosaurio y numerosos dientes afilados, ideales para capturar y comer peces.

### Esqueleto postcraneal
La descripción que aparece a continuación se basa en el espécimen examinado por el paleontólogo Sues en 1987.

#### Cintura pectoral y extremidades anteriores
La cintura escapular y el húmero sirven para sostener la parte anterior del cuerpo. La escápula de la cintura escapular de Pistosaurus, consta de un cuerpo macizo y un proceso posterodorsal corto. Es más pequeña que la coracoides. Su margen lateral presenta una ligera convexidad anteroposterior, mientras que el margen medial presenta una convexidad más pronunciada.
El hueso coracoides de Pistosaurus es plano y se expande medialmente. La región glenoidea es similar a la de Nothosaurus en cuanto a desarrollo: presenta una ligera muesca en su margen y un contacto facetario distintivo con la cabeza humeral. También presenta un engrosamiento similar a una cresta que conecta la glenoides con la región posteromedial de la coracoides. Esta característica es una sinapomorfia presente en plesiosaurios: una cresta engrosada que atraviesa transversalmente la porción anterior de la coracoides para conectar la región glenoidea. Se sugiere que esta característica está relacionada con la fuerza de compresión ejercida por el movimiento de las extremidades en Pistosaurus.
Un ejemplar del húmero izquierdo de Pistosaurus , analizado por el paleontólogo ARI Cruickshank, es uno de los más grandes registrados: 245 mm de largo y 45 mm de ancho en la diáfisis media. El ejemplar muestra que el eje del húmero de Pistosaurus es recto, con el extremo distal ligeramente expandido posteriormente. Desde una vista proximal, la cabeza del húmero es cóncava, lo que indica una importante capa de cartílago en la cabeza del húmero. El húmero del Pistosaurus también carece de foramen entepicondilar. 
El Pistosaurus posee un cúbito fuertemente aplanado . Presenta una longitud media y es casi simétrico en vista dorsal. Su margen anterior es más curvado y grueso que el posterior. Esta característica ensancha el amplio espacio interóseo comprendido entre el radio y el cúbito. El extremo proximal del radio es menos expandido que el del cúbito, mientras que el extremo distal es menos expandido que el proximal, pero más grueso. El margen anterior es casi recto, mientras que el margen posterior es más curvado que el anterior. Al igual que otros sauropterigios, el radio de Pistosaurus es ligeramente más largo que el cúbito. 

#### Cintura pélvica
La cintura pélvica del Pistosaurus es más similar a la de los sauropterigios primitivos que a la de los plesiosaurios.
El íleon de Pistosaurus presenta una lámina ilíaca, con márgenes anterior y posterior casi paralelos. Al igual que otros sauropterigios no plesiosaurios, el íleon de Pistosaurus contacta tanto el pubis como el isquion, formando una estructura anular. El íleon de Pistosaurus es relativamente grande en comparación con Nothosaurus , cuyo íleon no parecía tener una lámina alargada.
El fémur del Pistosaurus es más largo que su húmero. Su margen anterior es casi recto, mientras que el posterior es cóncavo. Según el ejemplar proporcionado por el paleontólogo Sues, el extremo articular proximal es mucho más robusto que el distal y presenta una forma más o menos triangular en sección transversal.

## Información del entorno geológico
Los tetrápodos acuáticos utilizan diversas formas de contrarrestar la flotabilidad positiva que les proporcionan sus pulmones: paquiostosis , osteosclerosis , paquiosteosclerosis y cartílago óseo calcificado. El objetivo final de estos procesos es aumentar la densidad de las diferentes partes del cuerpo para compensar la flotabilidad y así poder vivir en un entorno acuático o semiacuático. La histología ósea de Pistosaurus longaevus, estudiada por el paleontólogo Krahl, mostró que la región medular de los húmeros estaba llena y contenía cartílago calcificado incorporado al hueso endoselado. Según Krahl, la pequeña región medular de los húmeros se debe a una actividad de resorción perimedular suprimida, asociada a la osteosclerosis.
El paleontólogo Diedrich examinó otras partes de la cintura pectoral y pélvica de Pistosaurus . Junto con los surcos musculares, determinó que un ligero vuelo subacuático comienza con Pistosaurus . La mayor parte de la propulsión se produce en las extremidades posteriores. La presencia de un coracoide y un pubis agrandados en la cintura pélvica indicó que Pistosaurus podría desarrollar extremidades similares a aletas. Además, el modo de vuelo subacuático sugerido por el paleontólogo Michael A. Taylor indica que las extremidades izquierda y derecha de Plesiosaurus se moverían simultáneamente. Esta característica contrasta con los reptiles terrestres, que utilizan las extremidades derecha e izquierda para desplazarse alternativamente. 